# 杨建梅
杨建梅（1946年9月—），女，汉族，祖籍陕西澄城，华南理工大学教授、博士生导师。华南理工大学管理决策与系统理论研究人员，工商管理学院产业分析研究所所长、产业复杂网络实验室主任。主要研究方向为系统与决策科学在产业与企业中的应用。

## 生平
杨建梅于1964年考入哈尔滨工业大学机械系，1969年本科毕业。1988年考入华南理工大学自动化系，1991年获系统工程方向博士学位，并于1998年被聘任为华南理工大学管理学院第一批博士生导师。1993年任多伦多大学访问学者。
2001年与2009年任中国科学院数学与系统科学研究院客座教授。2011年被聘为广东工业大学博导、教授。曾任广东省系统工程学会副理事长，华南理工大学管理科学与工程学科领头人，广东省普通高校人文社科重点研究基地华南理工大学新型工业化研究所所长，中国社会学会社会网络专业委员会副理事长。现任华南理工大学管理决策与系统理论学术领头人，工商管理学院产业分析研究所所长、产业复杂网络实验室主任。

## 学术成果
从1985年开始，长期从事系统、复杂性科学、产业经济与管理领域的交叉研究。按时间顺序的理论成果有：产业结构研究的系统工程框架；产业结构分析的西蒙复杂性构造理论；利益协调软系统方法论；企业战略研究的系统方法论；组织的人类活动系统结构理论；软件过程改进的沃菲尔德复杂性工作程序（与人合作）；企业知识管理的利益协调软系统方法论（与人合作）；产业竞争关系复杂网络分析框架；二层复杂网络模型、复杂网络病毒式营销模型等。上述理论成果得到了实际应用。

### 所获荣誉
上述研究成果除在国际著名学术杂志等刊物上发表并被SCI、EI多次检索以外，还得到诺贝尔奖金获得者西蒙、软系统方法论权威切克兰德教授等的肯定，并获得了多项奖励：
- 1990年的产业结构论文获第6届世界经济计量学会中国投稿者前5名资助奖；
- 1995年的《区域产业结构系统工程－理论和实践》获国家教育委员会首届人文社科优秀研究成果著作类2等奖（1等奖空缺）；
- 2007年的《大陆台资IT产业结构演变研究：一个系统框架》获广东省哲学社会科学优秀成果奖励著作类1等奖等；

杨建梅等发表在《Physica A: Statistical Mechanics and its Applications》上的论文 “A study of the spreading scheme for viral marketing based on a complex network model”，在ScienceDirect OnLine（简称SDOL）数据库的2010年－2011年度Physica A下载排行榜TOP25中位居第二Physica A 年度Top25的链接 （页面存档备份，存于）。杨建梅本人也于1996年获得广东省第四届丁颖科技荣誉奖，享受国务院政府特殊津贴，并入选美国Maquis who's who in the world。

## 主要论著

### 期刊论文
杨建梅教授已在IEEE TRANSACTIONS ON SYTEMS, MAN, AND CYBERNETICS,Systems Research and Behavioral Science等杂志上发表多篇被SCI、EI等检索的论文。其中独立或第一作者的主要论文有：

1）主要国际期刊论文
- Jianmei Yang, An Application of Simon's Theory on the Architecture of Complex System, IEEE Transactions on Systems, Man and cybernetics, Vol. 23,  No. 1, 1993.
- Jianmei Yang. An Approach Applying SSM to Problem Situations of Interests conflicts: Interests coordination SSM. Systems Research and Behavioral Science,2010.
- Jianmei Yang, Wenjie Wang, Guanrong Chen. A two-level Complex Network Model and its Application [J]. Physica A, 2009, 388(12): 2435~2449.
- Jianmei Yang, Canzhong Yao, Weicheng Ma, Guanrong Chen. A Study of the Spreading Scheme for Viral Marketing Based on a Complex Network Model [J]. Physica A. 389(2010):859-870.
- Jianmei Yang, Luping Lu, Wangdan Xie, et al. On Competitive Relationship Networks: A New Method for Industrial Competition Analysis [J]. Physica A, 2007, 382(2): 704~714.
- Yang J M, Dong Z, Xu X. The complex network analysis on service channels of a bank and its management utility[J]. Dynamics of Continuous, Discrete and Impulsive Systems, 2008,15:179-193.
- Yang Jianmei, Zhuang Dong, Chen Guanrong, The theory of {\displaystyle S_{max}} does not seem to work in a real case study[J]. Dynamics of Continuous,  Discrete and Impulsive Systems, Series B: Applications and Algorithms, Vol. 13, 2006, 401-412.
- Jianmei Yang, Qin Zhou, Lianqiang Zhou, Canzhong Yao. Analysis of properties and economic background of telephone complex networks of software enterprises -Taking Guangzhou software  enterprises as the example[C]. 3rd international Conference on Risk Management and Global e-Business. 2009:1116-112.

2）主要国内期刊论文
- 杨建梅. 复杂网络与社会网络研究范式的比较[J]. 系统工程理论与实践, 2010,12.
- 杨建梅, 李秋然,唐锡晋. 地平线图对产业结构研究视角的综合作用及应用，系统工程理论与实践，2003,12.
- 杨建梅. Cook-Seifield社会选择函数的扩展及应用，系统工程理论与实践，2003,1.
- 杨建梅. 对软系统方法论的一点思考，系统工程理论与实践，1998,8.
- 杨建梅. 两过程软系统方法论与广东省产业结构，系统工程理论与实践，1995,5 .
- 杨建梅, 姚灿中. 基于三个世界的二分加权复杂网络生成机制: 以某银行服务渠道为例[J]. 系统工程理论与实践,2009 29 (5): 115-122.
- 杨建梅. 企业战略研究方法论的综合集成与创新—概念框架与初步的理论假设，系统工程理论与实践. 2001,12.
- Yang Jianmei et.al, From Optimizing to Learning and then to Interests-coordinating,　华南理工大学学报（英文版），2000.
- 杨建梅, 王舒军, 陆履平,庄  东. 广州软件产业社会网络与竞争关系复杂网络的分析与比较[J]. 管理学报, 2008,723-727.
- 杨建梅, 胡  鲜, 冯建勇. 城市产业规模分布及结构分析——以广东省为例[J]. 系统工程，2008(5):95-99.
- 杨建梅, 杨  静. 评价企业集群竞争力的GEM模型及其应用，科学学与科学技术管理，2003.9.
- 杨建梅, 冯广森. 东莞台资企业集群产业结构剖析，中国工业经济，2002.8.
- 杨建梅, 邓智文, 唐锡晋.一个整合的企业竞争分析理论及应用,中国管理科学, 2002. 4.
- 杨建梅. 组织的系统结构定义探讨. 系统工程学报 2002.10.
- 杨建梅等. 波特产业图景法的应用及拓展，数量经济与技术经济，2000,12.
- 杨建梅. 系统隐喻及系统方法论体系，系统工程，2000,3.
- 杨建梅. 利益协调软系统方法论—立论依据与逻辑步骤，控制理论与应用. 1999,2.
- 杨建梅等，对一次谈判博弈的评价及思考，华南理工大学报，1999,1.
- 杨建梅等. 系统工程的软化，华南理工大学学报，1997，4.
- 杨建梅等. 广东某市经济波动的分析与预测，华南理工大学学报, 1997，5.
- 杨建梅. 知识论域体系与系统方法论.系统与决策丛书序言，科学出版社，2004,2006.
- 杨建梅等. A STUDY TO SOFTWARE INDUSTRY SCENARIO OF GUANDDONG, CHINA AND MODEL FOR CHOOSING COMPETITIVE STRATEGY.
- 杨建梅，万江平. 复杂性含义、通用设计科学及复杂性工作程序初探，系统辩证学学报，2002.4,Vol.10.

### 著作
1）专著

1.	杨建梅, 刘永清. 《区域产业结构系统工程 — 理论与实践》，华南理工大学出版社，1993

2.	万江平，杨建梅.《软件过程改进的复杂性工作程序》，科学出版社，杨建梅主编系统与决策丛书，2004

3.	江文年，杨建梅. 《企业知识管理方法论：利益协调软系统方法论的应用》，科学出版社，杨建梅主编系统与决策丛书，2006

4.	邵希娟，杨建梅. 《基于行为的公司资本投资决策方法研究》，科学出版社，杨建梅主编系统与决策丛书，2009

5.	杨建梅，马风彪. 《大陆台资IT产业结构研究：一个系统框架》，经济科学出版社，2004

6.	黄喜忠，杨建梅. 《产业集群的品牌生态系统研究》，经济科学出版社，2009

2）译著

1.	杨建梅，庄东等. 《创造性解决问题：全面系统干预》，上海科技教育出版社，2008

3）教材与论文集

1.	杨建梅主编. 《数据模型与决策》，澳门科技大学，2000，华南理工大学出版社，2008

2.	杨建梅、庄东等主编.中国社会网络与社会资本研究报告：2008-2009社会网络与产业复杂网络，经济管理出版社，2009